# 格里·马歇尔
蓋瑞·馬歇爾（Gerry Marshall，1941年11月16日—2005年4月21日），英國賽車手，賽車手生涯為40年。他的首次獲勝是在1964年駕駛微型賽車所參加的比賽。他最后一次參加比賽是在2004年9月11日。